# 八戸ブックセンター
八戸ブックセンター（はちのへブックセンター）は、青森県八戸市の公営書店。書籍販売だけでなく、本に関わるイベントも開催している。

## 概要
青森県八戸市六日町の複合ビルGarden Terrace1階に2016年（平成28年）12月4日に開設された公営書店である。開設にあたり、ブック・コーディネイター内沼晋太郎がディレクションを務めた。八戸市内の民間書店・図書館・市民活動と連携することで、八戸市民への本の普及を目指すことを目的としている。
書店内でドリンクを購入しその場で飲みながら本を見ることができるようになっている。同施設をプロデュースした内沼晋太郎が経営する「B&B」が、ビールの提供・イベント開催の相乗効果が認められるビジネスを組み合わせることで、書籍の販売を促進するスタイルを採用している。この店のスタイルが八戸ブックセンターのモデルになっている。
公営書店だが、独立系書店として紹介される場合もある。

### 開店までの経緯
当初は2階に入居する予定であったものの、Garden Terrace側のテナント交渉により、2階にヤフー株式会社八戸センターがチーノはちのへ7階から入居することとなったため、1階に変更されることとなった。

### 開店後
開店して１年経過した2017年12月時点では来館者数16万7,576人（1日平均537人）、販売書籍数9,998冊（1日平均32冊）となり、八戸市で目標としていた来館者数1日平均300人、販売書籍数1日平均30冊は超えている。

## 沿革
- 2016年（平成28年）12月4日 - オープン。
- 2018年（平成30年）1月2日 - 午前11時の開館から午前10時の開館に繰り上げられる。

## 施設

### セレクトブックストア
各分野に分かれた販売書籍が陳列されている。選書については文明的な書籍よりも文化的な書籍が重視されており、八戸市内の書店と販売書籍の競合を避け、実用書を入荷しないように配慮がなされている。

### カンヅメブース
執筆目的の部屋で「八戸市民作家」の登録者が使用できる。Wi-Fiも完備されている。

### 読書会ルーム
八戸ブックセンターで企画した本の読書会が開催されている。読書会が開催されていない通常時もアルコール類も含めドリンクを購入できるため、利用客はドリンクを購入すれば利用できる。

### 三浦哲郎文机
三浦哲郎の文机をレプリカとして再現。一般利用者も読書机として利用可能。なお実物は八戸市立図書館に展示されており、貴重な資料であるため、利用することはできない。

## アクセス
- 八戸駅東口から八戸市中心市街地経由バス約25分、八戸中心街ターミナルから徒歩約0分
- 本八戸駅南口から徒歩約10分